# Canidelo (Vila do Conde)
Canidelo ist ein Ort und eine ehemalige Gemeinde (Freguesia) im Nordwesten Portugals.

## Geschichte
Funde wie Megalithe belegen eine vorgeschichtliche Besiedlung.
Der heutige Ort entstand vermutlich nach der mittelalterlichen Reconquista neu. Spätestens seit 1629 war Canidelo eine eigenständige Gemeinde. Es blieb eine Gemeinde im Kreis Maia bis 1836. Seither ist Canidelo dem Kreis Vila do Conde angegliedert.
Mit der Gebietsreform 2013 wurde die eigenständige Gemeinde Canidelo aufgelöst und mit Malta zur neuen Gemeinde Malta e Canidelo zusammengeschlossen.

## Verwaltung
Canidelo war Sitz einer gleichnamigen Gemeinde (Freguesia) im Kreis (Concelho) von Vila do Conde im Distrikt Porto. Sie hatte eine Fläche von 3,3 km² und 901 Einwohner (Stand 30. Juni 2011).
Am 29. September 2013 wurden die Gemeinden Canidelo und Malta zur neuen Gemeinde União das Freguesias de Malta e Canidelo zusammengeschlossen.